# Nino Ekambi
Alain „Nino“ Ekambi Eyango (* 24. Januar 1982 in Douala) ist ein ehemaliger kamerunischer Basketballspieler.

## Werdegang
Ekambi, ein 1,97 Meter großer Flügelspieler, war Leistungsträger des Regionalligisten MTSV Schwabing, ab 2004 spielte er für den Ligakonkurrenten DJK Heimerer Schulen Landsberg, gehörte auch bei dem Verein zu den Führungsspielern. 2007 verließ er Landsberg und wurde vom TV Langen in die 2. Bundesliga ProA geholt. Mit den Hessen schloss der Kameruner die Premierensaison 2007/08 der neugeschaffenen Liga im Tabellenmittelfeld ab.
In der Saison 2008/09 spielte er für Basket Srbija München in der 2. Regionalliga, bestritt in der Saison 2009/10 ein Zweitligaspiel für den FC Bayern München und war dann von 2009 bis 2011 Spieler von München Basket in der 1. Regionalliga. In der Saison 2011/12 war Ekambi Mannschaftsmitglied des FC Bayern München 2 in der 2. Regionalliga.